# Cantone di Catamayo
Il Cantone di Catamayo è un cantone dell'Ecuador che si trova nella Provincia di Loja.
Il capoluogo del cantone è Catamayo.